# Totality
Totality è una raccolta del gruppo musicale screamo statunitense Orchid pubblicata nel 2005, ovvero tre anni dopo lo scioglimento ufficiale della band, avvenuto nel 2002.

## Tracce
1. New Ideas in Mathematics
2. Beautification Committee
3. Ding Dong Dead
4. Mon Vs. Stereo
5. Lucky 13
6. Intelligable Audio
7. She Has a Cold, Cold Heart
8. Eye Gouger
9. Panopticism
10. Mean S.O.B.
11. 36 Day Syndrome
12. O.S.K.
13. Stagnant
14. Hit the Ground
15. Consumed
16. A Written Apology
17. Pledge
18. The Easy One
19. Angel
20. Notes from a Smooth Talker
21. T-120
22. Halving the Bones
23. September 18, 1998
24. Weekend at the Fire Academy